# ロベルト・コヴァチ
ロベルト・コヴァチ（Robert Kovač, 1974年4月6日-）は、西ベルリン出身の元クロアチア代表サッカー選手、現サッカー指導者。現役時代のポジションはDF(センターバック)。

## 経歴
クラブ
クロアチア移民2世として当時の西ベルリンで生まれた。毎年のように両親の故郷であるユーゴスラビアに帰省したが、2009年にNKディナモ・ザグレブに移籍するまでクロアチアで生活したことはなかった。1995-96シーズンに2部の1.FCニュルンベルクで活躍し、1996年に移籍したバイエル・レヴァークーゼンで注目された。2001年にバイエルン・ミュンヘンへ加入。1年目こそその実力に見合った活躍はできなかったが、翌シーズンからレギュラーとしてGKオリバー・カーンらとともにバイエルンの鉄壁の守備陣を支えた。4シーズンでリーグ優勝を2回、DFBポカール優勝を1回経験するなど5つのタイトルを獲得した。2005年にセリエAのユヴェントスFCに移籍した。2007年にはブンデスリーガのボルシア・ドルトムントへ移籍したが、戦力外扱いされた時期もあった。2009年1月、子供時代から応援していた祖国の強豪NKディナモ・ザグレブに3年契約で移籍した。移籍金の一部は自身が肩代わりした。リーグデビュー戦はライバルであるハイドゥク・スプリトだった。2010年、チームから現役の引退が発表された。
代表
1999年4月28日のイタリアとの親善試合でクロアチア代表に初招集され、初出場した。EURO2008ではセンターバックとしてクロアチアのベスト8に貢献。第二の母国であるドイツとも対戦し、勝利している。2008年9月6日のカザフスタン戦では代表初ゴールを決めた。
現役引退後
引退後は、兄のニコ・コヴァチのアシスタントコーチとして活動している。

## 所属クラブ
- ヘルタ・ツェーレンドルフ 1991-1995
- 1.FCニュルンベルク 1995-1996
- バイエル・レヴァークーゼン 1996-2001
- バイエルン・ミュンヘン 2001-2005
- ユヴェントスFC 2005-2007
- ボルシア・ドルトムント 2007-2009.1
- NKディナモ・ザグレブ 2009.1-2010

## 代表歴

### 出場大会
- クロアチア代表
  - 2002 FIFAワールドカップ
  - 2006 FIFAワールドカップ

### 試合数
- 国際Aマッチ 84試合 0得点（1999年-2009年）[4]

| クロアチア代表 | 国際Aマッチ | 国際Aマッチ |
| 年             | 出場        | 得点        |
| -------------- | ----------- | ----------- |
| 1999           | 5           | 0           |
| 2000           | 6           | 0           |
| 2001           | 6           | 0           |
| 2002           | 7           | 0           |
| 2003           | 9           | 0           |
| 2004           | 11          | 0           |
| 2005           | 8           | 0           |
| 2006           | 10          | 0           |
| 2007           | 8           | 0           |
| 2008           | 10          | 0           |
| 2009           | 4           | 0           |
| 通算           | 84          | 0           |

## タイトル

### 選手時代
FCバイエルン・ミュンヘン
- ブンデスリーガ：2回（2002-03、2004-05）
- DFBポカール：2回（2002-03、2004-05）
- DFBリーガポカール：1回（2004）
- インターコンチネンタルカップ：1回（2001）

ユヴェントスFC
- セリエB：1回（2006-07）

NKディナモ・ザグレブ
- プルヴァHNL：1回（2008-09）
- フルヴァツキ・ノゴメトニ・クプ：1回（2008-09）

## 家族
- 兄は同じくクロアチア代表サッカー選手のニコ・コヴァチ。バイエル・レヴァークーゼン、バイエルン・ミュンヘン、クロアチア代表でともにプレーした。
- 2001年、1995年にミス・クロアチアに選ばれたアニツァ・マルティノヴィッチと結婚し、現在は3人の子供がいる。